# Niemodlin (gromada)
Niemodlin (do 30 XII 1959 Rzędziwojowice; pocz. Niemodlin Wieś) – dawna gromada, czyli najmniejsza jednostka podziału terytorialnego Polskiej Rzeczypospolitej Ludowej w latach 1954–1972.
Gromady, z gromadzkimi radami narodowymi (GRN) jako organami władzy najniższego stopnia na wsi, funkcjonowały od reformy reorganizującej administrację wiejską przeprowadzonej jesienią 1954 do momentu ich zniesienia z dniem 1 stycznia 1973, tym samym wypierając organizację gminną w latach 1954–1972.
Gromadę Niemodlin Wieś z siedzibą GRN w mieście Niemodlinie (nie wchodzącym w skład gromady) utworzono 31 grudnia 1959 w powiecie niemodlińskim w woj. opolskim, przenosząc siedzibę GRN gromady Rzędziwojowice z Rzędziwojowic do Niemodlina i zmieniając nazwę jednostki na gromada Niemodlin Wieś. Dla gromady ustalono 19 członków gromadzkiej rady narodowej.
31 grudnia 1961 do gromady Niemodlin włączono wsie Roszkowice i Piotrowa ze zniesionej gromady Rogi oraz wieś Brzęczkowice z gromady Grabin w tymże powiecie. 
Gromada przetrwała do końca 1972 roku, czyli do kolejnej reformy gminnej. 1 stycznia 1973 w powiecie niemodlińskim utworzono gminę Niemodlin (od 1999 gmina należy do powiatu opolskiego).